# Schlacht um Scimitar Hill
Marineoperationen – Arıburnu – Kap Helles – Krithia I – Krithia II – Krithia III – Zığındere – Sarı Baır – Kirte Bağları – Kanlısırt – Anafartalar – Anafarta – Kılıçbayır – Chunuk Bair – Scimitar Hill – Höhe 60
Die Schlacht um Scimitar Hill, türkisch Yusufçuk Tepe, war die letzte Offensive der britischen Mediterranean Expeditionary Force bei Suvla. Sie fand am 21. August 1915 im Rahmen der Gallipoli-Expedition während des Ersten Weltkriegs an der Suvla-Front statt – gleichzeitig mit dem Angriff auf Höhe 60 an der ANZAC-Front.
Sie war der größte an einem einzigen Tag durchgeführte Angriff der gesamten Gallipoli-Expedition. An ihr nahmen drei britische Divisionen teil.
Ziel des Angriffs war es, die unmittelbare türkische Bedrohung der Suvla-Landezone zu beseitigen und einen Schulterschluss mit dem weiter südlich gelegenen ANZAC-Sektor zu erreichen. Beide Offensiven, die Schlacht um Scimitar Hill und der Kampf um Höhe 60, endeten für die Angreifer als verlustreiche Fehlschläge.

## Ausgangslage

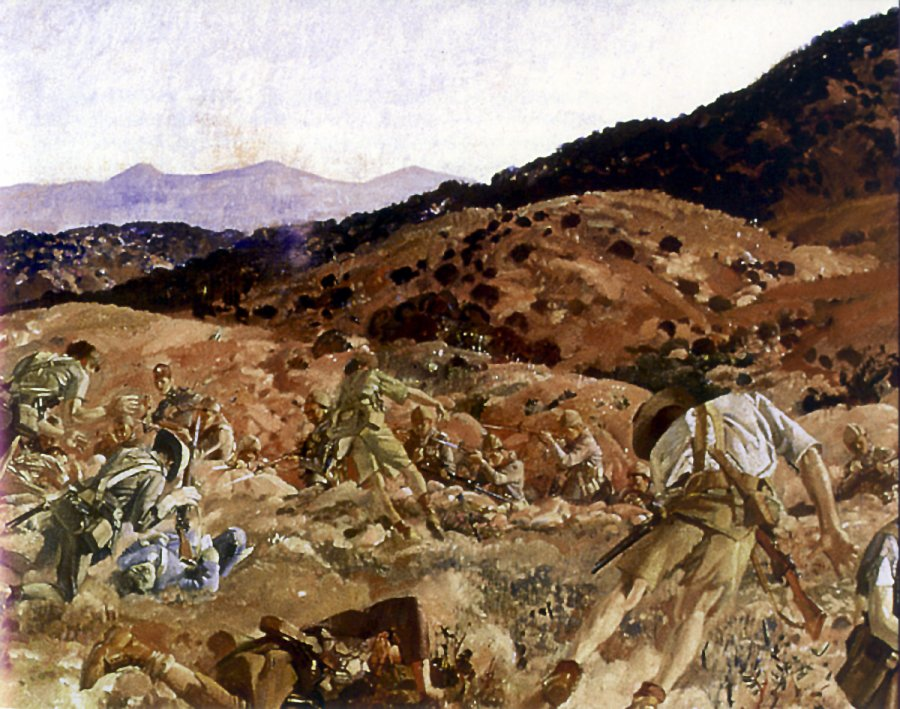
Angriff der 3. Light Horse Brigade am 7. August 1915

Die britische Dardanellen-Kampagne war zu einem Stillstand gekommen, nachdem nach der ursprünglichen Landung am Kap Helles, an der äußersten Südwest-Spitze der Halbinsel, mehrere Versuche fehlgeschlagen waren, vorzurücken und den Frontverlauf landeinwärts zu verschieben. Um die Initiative zurückzugewinnen, war im August eine Offensive unternommen worden, die als Schlacht von Sarı Bayır bekannt ist. Zwei Divisionen von Lieutenant General Sir Frederick Stopfords IX. Korps waren in der Nacht des 6. August in der Suvla-Bucht gelandet, während gleichzeitig ein Ausbruchsversuch aus der südlich von Suvla gelegenen Anzac-Bucht unternommen worden war, deren Frontverlauf schon lange stagnierte.
Die Scimitar-Höhe hatte ihren Namen wegen der sichelförmigen Krümmung ihres Gipfels bekommen, die die Briten an ein Scimitar, ein türkisches Krummschwert, erinnerte. Sie und die W-Höhen im Süden waren Teil des Anafarta-Ausläufers, der die südliche Grenze des Suvla-Sektors bildete. Die Einnahme dieser Höhen war eigentlich das Etappenziel des ersten Kampftages der Augustoffensive (7. August) gewesen, jedoch wurde das Ziel wegen der außerordentlich zögerlichen Führung Stopfords nicht erreicht, der ohne Artillerieunterstützung keine größeren Vorwärtsbewegungen durchführen wollte. Dieses Zögern hatte zur Folge gehabt, dass die Männer der 11. britischen (Northern) Division, die in der Nacht des 6. August als Erste gelandet waren, und der 10. (Irish) Division, die am nächsten Morgen gefolgt waren, bis zum 8. August in der unmittelbaren Nähe ihrer Landezone verblieben waren. Sie waren inzwischen durch Wassermangel und wegen des permanenten Schrapnellfeuers und des Beschusses durch türkische Heckenschützen erschöpft und ausgelaugt.
Am Morgen des 9. August hatten die Briten den ersten Versuch unternommen, gegen den östlich gelegenen Höhenzug Tekke Tepe vorzurücken. Scimitar Hill, der den Zugang zu diesem Höhenzug vom Südwesten, entlang des Anafarta-Ausläufers, beherrschte, war am Tag zuvor, dem 8. August, vom 6. Bataillon des East Yorkshire Regiments, ohne Gegenwehr erobert und dann wieder verlassen worden. Die Briten hatten am 9. August versucht, ihn wieder einzunehmen, woraufhin er in schweren Kämpfen mehrmals den Besitzer gewechselt hatte, bevor die Briten gegen Mittag endgültig zurückgeschlagen worden waren. Obwohl Verstärkungen in Form der 53. (Welsh) Division am 9. August und der 54. (East Anglian) Division am 10. August herangeführt worden waren, waren alle Hoffnungen der Briten auf einen raschen Sieg bei Suvla zerstoben, nachdem es den Türken gelungen war, ihre Stellungen auf den umliegenden Höhen zu festigen.
Am 10. August hatte die 53. Division einen erneuten Angriff auf Scimitar Hill unternommen, der ebenfalls in einem Debakel für die Briten geendet hatte. Nach diesem gescheiterten Angriff waren die Verluste der Division so groß, dass sie – nur zwei Tage nach ihrer Landung – nicht mehr kampffähig war.

## Die Schlacht am 21. August
Am 15. August war Stopford seines Kommandos enthoben worden und General Beauvoir de Lisle, der Kommandeur der 29. Division hatte vorübergehend den Befehl über das IX. Korps erhalten – solange bis Lieutenant General Julian Byng, der von Anfang an Sir Ian Hamiltons Wunschkandidat gewesen war, aus Frankreich eintreffen sollte. De Lisle gab jeden unmittelbaren Gedanken an eine große Offensive auf, nachdem die 54. Division diesen Versuch am 12. August unter großen Verlusten, aber mit geringem Erfolg unternommen hatte. Stattdessen beabsichtigte er, das eroberte Gelände zu sichern und eine stabile Verbindung zum ANZAC im Süden zu schaffen, dessen Ziele der Augustoffensive sich als ebenso unerreichbar erwiesen hatten. Dieser Plan erforderte die Einnahme des Scimitar-Hügels, der W-Höhen und der Höhe 60.
Um einen Angriff von Suvla aus führen zu können, hatte de Lisle Teile der 2nd Mounted Division (Yeomanry, d. h. berittene Miliz) als Infanterie und die 29. Division vorgesehen, die vom Kap Helles hierher verlegt worden war und die dort schon seit der Landung am 25. April die Hauptlast des Kampfes getragen hatten.
Der Plan für den 21. August sah vor, den Scimitar-Hügel mit der 29. Division und die W-Höhen mit der 11. Division anzugreifen. Die abgesessene Miliz sollte in Strandnähe als Reserve zurückbleiben. Wie so oft während des Dardanellen-Feldzuges war das einleitende Sperrfeuer der Artillerie eindrucksvoll, erreichte aber wenig. Die Briten hatten keine direkte Sicht auf ihre Ziele, die von Nebel und Rauch verdeckt waren, während die höher gelegene türkische Artillerie eine sehr gute Sicht auf das gesamte Suvla-Schlachtfeld hatte und reichlich Gelegenheit, ihre Ziele auszumachen.
Der Versuch der 11. Division, die W-Höhen einzunehmen, brach in Auflösung zusammen, als er auf eine türkische Stellung und heftiges Artilleriefeuer stieß. Die Folge war, dass das 1. Bataillon der Royal Inniskilling Fusiliers sich im Schnittpunkt heftigen Feuers von den Höhen des Anafarta-Ausläufers im Osten und den W-Hügeln im Süden befand, als es ihnen gelang, den Gipfel des Scimitar-Hügels einzunehmen. Die irische Division war gezwungen, sich vom Gipfel zurückzuziehen, als das Gestrüpp durch Granatenfeuer in Brand geschossen wurde. Die darin liegenden hilflosen Verwundeten verbrannten.
Gegen 17.00 Uhr erhielten die Soldaten der 2. berittenen Division (General William Peyton) den Befehl, ihre Reservestellungen in Strandnähe bei Lala Baba zu verlassen. Sie rückten über das Bett eines ausgetrockneten Salzsees in Marschordnung vor. Da der Himmel zu dieser Zeit mit Dunst und Rauchwolken verhängt war, konnten sie nicht gut sehen, wohin sie gingen. Die 5000 Mann der fünf Brigaden, die regimentsweise in Kolonnen marschierten, waren gute Ziele für die türkischen Schrapnells. Nach dieser Feuerprobe stoppten die meisten Brigaden ihren Vormarsch im Schutz der „Green Hill“, grüner Hügel, genannten Erhebung, westlich der Scimitar-Höhe. Nur Brigadier General Lord Longford führte seine 2. (South Midland) Brigade in einen Angriff über den grünen Hügel in Richtung des Scimitar-Gipfels. Lord Longford wurde schließlich von seiner Truppe abgeschnitten und getötet. Die Miliz wurde vom Gipfel zurückgeworfen.

## Nachbetrachtung
Die Briten hatten an einem einzigen Kampftag 5300 Mann Verluste erlitten. Private Frederick Potts erhielt an diesem Tag das Victoriakreuz für die Bergung Verwundeter am Scimitar Hill. Das einzige andere Kreuz, das bei Suvla vergeben wurde, hatte Captain Percy Hansen, ein Däne, am 9. August aus demselben Grund erhalten.
Der Angriff auf Scimitar Hill am 21. August 1915 war der letzte Versuch der Briten, die festgefahrene Frontlinie bei Suvla weiter nach vorne zu bringen. Die Front verlief nach dem gescheiterten Angriff zwischen Green Hill und Scimitar Hill und sollte sich auch bis zur Evakuierung am 20. Dezember nicht mehr verschieben.